# Río Pastaza
El río Pastaza (antiguo río Sumatara) es un largo río sudamericano de aguas blancas que discurre por Ecuador y el Perú, un afluente del río Marañón. Tiene una longitud de 643 km, de los que unos 370 km discurren por el territorio amazónico del departamento de Loreto en el Perú.

## Geografía

### El Pastaza en Ecuador

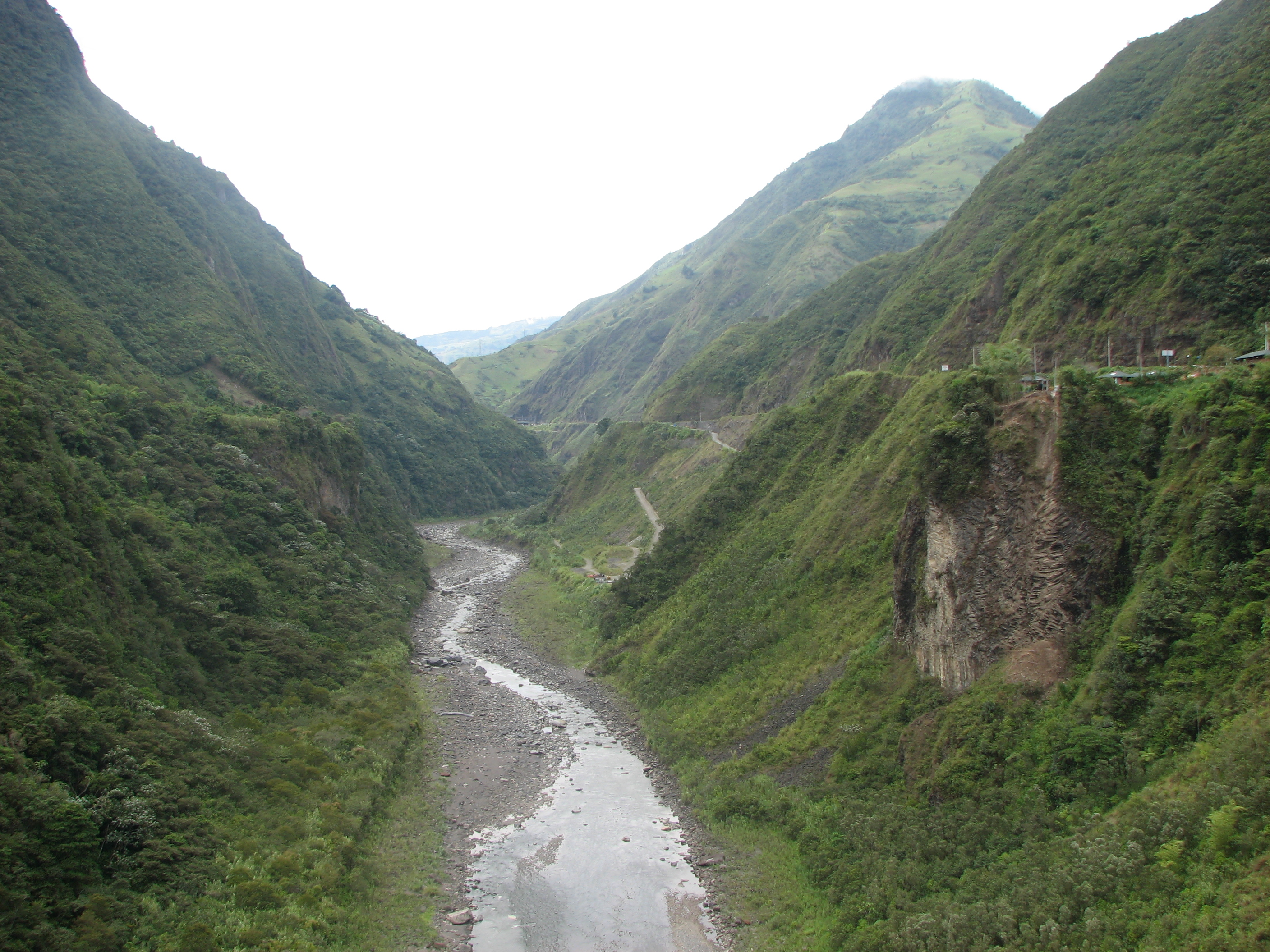
El río Pastaza a su paso por el Manto de la Novia (Baños, Ecuador)

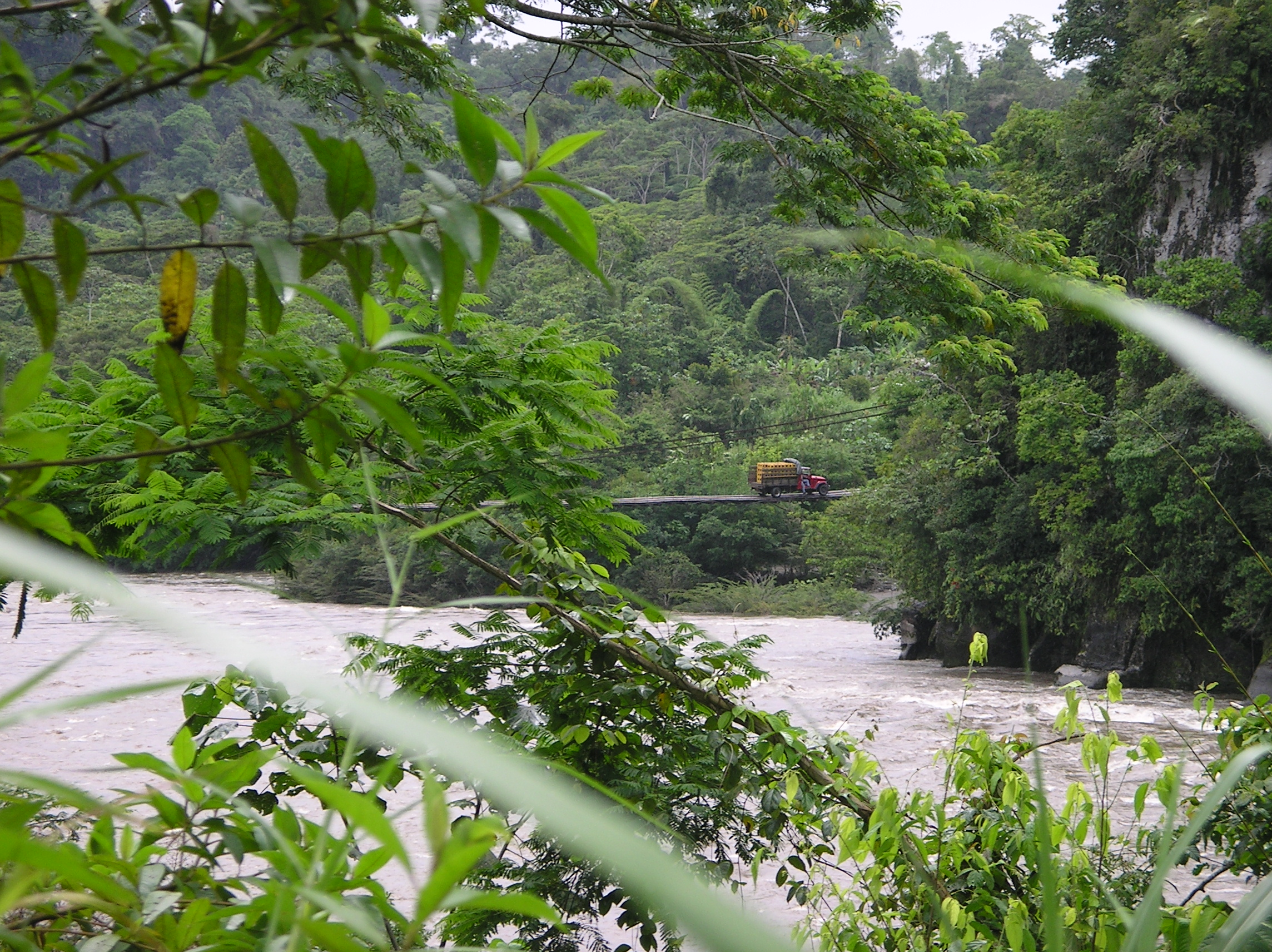
Puente sobre el río Pastaza entre Puyo y Macas

El río Pastaza nace en la meseta ecuatoriana, en la confluencia del río Patate y el río Chambo, al pie del Tungurahua (volcán), próximo a la localidad ecuatoriana de Baños (provincia de Tungurahua). Discurre por la meseta y logra atravesar entre gargantas la cordillera Oriental de los Andes,  donde forma la cascada o catarata de Agoyán, de 60 m de altura, donde ahora se encuentra la Central hidroeléctrica Agoyán.
Sigue luego en dirección sureste por la Amazonía ecuatoriana, en un largo tramo en que su curso constituye el límite entre la provincia de Pastaza y la provincia de Morona Santiago. En este tramo recibe varios afluentes importantes, por la derecha el río Palora y por la izquierda, primero el río Capahuari y luego el río Bobonaza, inmediatamente después de un corto tramo en el que el curso del Pastaza forma la frontera natural entre Ecuador y Perú.

#### Puentes
En Ecuador hay pocos puentes que crucen el Pastaza. Los más importantes están en la provincia de Tungurahua, en especial, un gran puente sobre el punto exacto de la cabecera, justo al norte de Baños, y después otro creado por la represa de Agoyán. Después de esto, los puentes suelen ser del tipo de suspensión, propicios para el paso de pequeños vehículos o solamente peatonales. Excepto por el hermoso y muy bien construido puente ubicado en Rionegro. El cual comunica la cabecera parroquial con el reconocido Balneario Las Estancias.
Sin embargo, es notable que el Pastaza se puede vadear durante la estación seca en un vehículo  4x4, atravesando las llanuras de inundación por debajo de la localidad de Mera (provincia de Pastaza).

### El Pastaza en el Perú
Tras recibir el Bobonaza, se interna en el Perú por Puesto Bobonaza, fluyendo en dirección sur, a través de las llanuras de la Amazonía Peruana. Cruza primero la localidad de Nuevo Andoas, y luego Andoas y Puerto Pardo, donde recibe por la derecha al río Huasaga. Aguas abajo recibe también por la derecha al río Huitoyacu y al río Rimachi y tras pasar por San Ramón, desemboca en el río Marañón en un punto cerca de 95 km al oeste de la desembocadura del río Huallaga. 
Por lo que se conoce, es un río sin valores muy destacados, excepto para la navegación en canoa. Tiene un curso rápido y con frecuentes cascadas y bancos de arena, lo que hacen incierta. Se produce inundaciones estacionales de las riberas del río debido a las abundantes precipitaciones en toda su cuenca.
En sus riberas no hay asentamientos de importancia, salvo los ya citados, por lo que transcurre por zonas vírgenes de la cuenca amazónica, pobladas tan solo por indígenas záparas y con densa vegetación.

## Economía
En territorio ecuatoriano, en el abra del valle del Pastaza se ha construido la carretera que une las localidades de Ambato y El Puyo. En territorio peruano, dentro del triángulo formado por el río Pastaza y el río Marañón, se ha desarrollado una importante actividad económica gracias a los yacimientos de petróleo, de oro y la explotación  maderera.

## Sitio Ramsar
El 5 de junio de 2002 fue declarada como Sitio Ramsar el Complejo de humedales del Abanico del río Pastaza, una zona dentro del territorio Achuar, en el departamento de Loreto, constituida por un vasto conjunto de ríos y corrientes, lagos, pantanos y bosques pantanosos que comprende 3.827.329 hectáreas. El área es un enorme abanico aluvial integrado por sedimentos volcánicos que descienden de los Andes del Ecuador depositados a lo largo del río Pastaza, de las corrientes conexas a él y de los afluentes del río Marañón.
El sitio contiene una diversidad extraordinaria de tipos de humedales permanentes y estacionales, con abundantes lagos e islas residuales. Es hábitat de unas nueve especies de animales recogidas en el Apéndice I de CITES (Convención sobre el Comercio Internacional de Especies Amenazadas de Fauna y Flora Silvestres) y hay en él 70 del Apéndice II y 17 especies inscritas en la Lista Roja de la UICN (Unión Internacional para la Conservación de la Naturaleza y los Recursos Naturales).